# Tom Enzy
José Coelho, professioneel bekend als Tom Enzy, is een Portugese muziekproducent en dj. Hij is actief binnen de elektronische dansmuziek, met een focus op afro house, disco house en tech house. Zijn werk heeft internationaal aandacht gekregen en is goed ontvangen op streamingplatforms.

## Biografie
Tom Enzy begon zijn muzikale interesse op jonge leeftijd in Portugal. Op vijfjarige leeftijd raakte hij geïnteresseerd in muziek. Vanaf zijn achtste begon hij met dj’en, wat leidde tot aandacht van onder meer het tijdschrift Dance Club, dat hem omschreef als “de jongste dj ter wereld”.
Gedurende zijn carrière heeft Enzy muziek uitgebracht via grote labels zoals Sony, Universal, Warner, Insomniac en Spinnin’ Records. Hij heeft samengewerkt met artiesten als Alok, Rick Ross, Hugel, Pitbull en Bob Sinclar. Daarnaast heeft hij opgetreden op festivals zoals Electric Daisy Carnival, Tomorrowland en Ultra Music Festival.
In 2021 bracht hij meerdere singles uit via Soave Records, waaronder "In Your Bed", dat meer dan een miljoen streams behaalde. In 2022 was hij medeauteur van "In the Dark" samen met Purple Disco Machine en Sophie and the Giants, een nummer dat de Billboard Top 10 bereikte, de Europese Airplay Chart aanvoerde en op nummer één stond in de Global Dance Chart.

## Erkenning
In 2019 werd hij door DJ Mag genoemd in de lijst van top 150 dj's wereldwijd. 
In 2023 werd Coelho erkend bij de Buma Awards. Hij behaalde de vijfde plaats in de nationale categorie en de vijfde plaats in de internationale categorie voor zijn werk aan 'In the Dark'.
Zijn muziek heeft meer dan 100 miljoen streams behaald op Spotify. Hij bereikt maandelijks meer dan 1,5 miljoen luisteraars op het platform.